# Meraf Bahtaová
Meraf Bahtaová (nepřechýleně Meraf Bahta Ogbagaber) (* 24. června 1989) je původem eritrejská atletka, která od roku 2013 reprezentuje Švédsko. Její specializací je běh na středních a dlouhých tratích.
V roce 2006 skončila pátá v závodě na 5000 metrů při světovém juniorském šampionátu. Po změně občanství se jejím největším úspěchem stal titul mistryně Evropy v běhu na 5000 metrů z Curychu v roce 2014. Na olympiádě v Rio de Janeiru v roce 2016 startovala v běhu na 1500 metrů, ve finále doběhla šestá. Ve stejném roce získala na evropském šampionátu stříbrnou medaili v běhu na 5000 metrů.
Na mistrovství Evropy v roce 2018 vybojovala v běhu na 10 000 metrů bronzovou medaili. Později byla diskvalifikována a bronzová medaile jí byla odebrána.

## Osobní rekordy
- 1500 metrů – 4:03,16 (2014)
- 3000 metrů – 8:57,06 (2014)
- 5000 metrů – 14:59,49 (2014)